# Roy Glenn

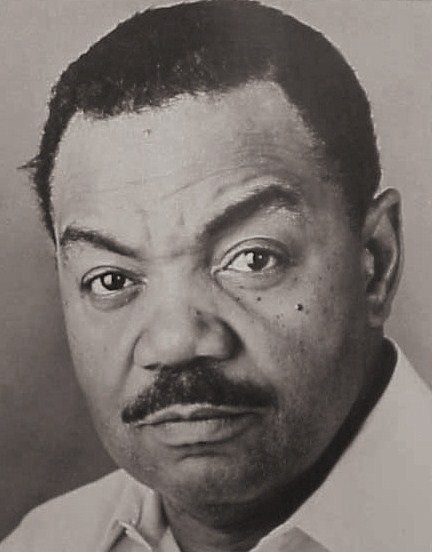
Roy Glenn.

Roy E. Glenn, Sr., (3 de junho de 1914 — 12 de março de 1971) foi um ator africano-Americano, que nasceu em Pittsburg, Kansas. Ele fez inúmeras aparições na televisão, até 1970. Ele morreu pouco depois de sua performance na série Escape from the Planet of the Apes.